# Per la ricuperata salute di Ofelia

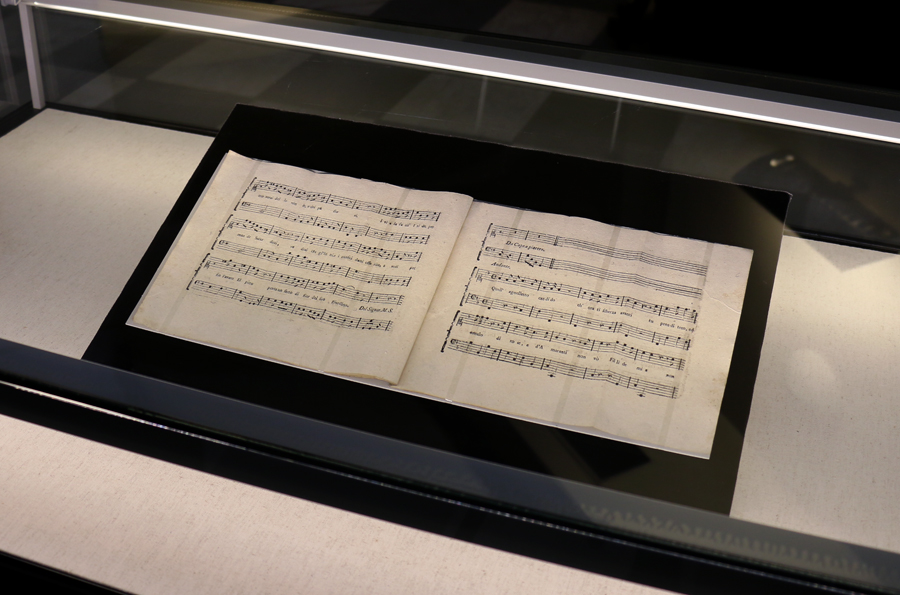
Per la ricuperata salute di Ofelia

Per la ricuperata salute di Ofelia (1785) è una cantata composta da Antonio Salieri, Wolfgang Amadeus Mozart e Cornetti su un libretto scritto da Lorenzo Da Ponte, poeta della Corte viennese, su richiesta del compositore Stephen Storace.

## La cantata
Scritta e composta in omaggio alla guarigione di Nancy Storace, soprano angloitaliano che risiedeva a Vienna e che avrebbe interpretato per primo il ruolo di Susanna nelle Nozze di Figaro, e a suggello del suo ritorno sulle scene dopo una perdita temporanea della voce dovuta a un esaurimento nervoso, la cantata per tastiera e soprano costituisce una solida prova di un rapporto presumibilmente amichevole e collaborativo tra Mozart e Salieri. L'identità del terzo compositore, Cornetti, resta sconosciuta (si è ipotizzato che il nome fosse lo pseudonimo del fratello maggiore di Nancy Storace, Stephen, cui si deve l'idea di comporre la cantata in comune). La breve cantata (che dura in tutto quattro minuti) è costituita da tre parti, ciascuna a cura di un diverso compositore.
Madame Storace era nota per aver cantato in opere di Mozart, Salieri e del fratello Stephen. Ofelia era il ruolo che avrebbe dovuto cantare in un'opera di Salieri, La grotta di Trofonio, la cui prima rappresentazione, prevista per il giugno 1785, dovette essere posticipata per l'aggravarsi della malattia della cantante, che impiegò quattro mesi a guarire. La cantata, composta all'inizio dell'autunno del 1785, precorre l'esibizione di Nancy nel ruolo di Ofelia. Si ritiene che Da Ponte e i compositori abbiano terminato la cantata in una settimana, poiché la Storace tornò in scena il 19 settembre per il debutto della Grotta di Trofonio e la cantata venne annunciata esattamente una settimana più tardi dal Dienerblättchen e dal Wiener Realzeitung, giornali locali dell'epoca, che pubblicizzarono le copie della musica messe in vendita dall'editore viennese Artaria
Il libretto e la musica, cui è assegnato il numero 477a nel Köchel (ogni composizione di Mozart reca il proprio numero), sono state ritenute smarrite fino al novembre 2015, quando il musicologo e compositore tedesco Timo Jouko Herrmann ha identificato la cantata durante la ricerca di un'opera di un probabile allievo di Salieri, Antonio Casimir Cartellieri nel catalogo del Museo ceco di musica a Praga.

## La scoperta
Rinvenuta fra di un nugolo di beni confiscati acquisiti dal museo durante gli anni '50 del '900, la cantata reca i nomi di Mozart e Salieri "sotto forma di una specie di sigla che era frequente all'epoca" secondo Michal Lukeš, direttore generale del Museo nazionale ceco, il libretto e lo spartito recano solo uno pseudonimo del poeta di corte e le iniziali dei compositori. Come afferma la BBC, "i compositori venivano identificati da un codice che è stato decifrato solo di recente."
Ulrich Leisinger, direttore di ricerca presso il Mozarteum, ha dichiarato: "Conosciamo tutti il quadro offerto dal film Amadeus. È un quadro falso: Salieri non avvelenò Mozart, ma i due operavano entrambi a Vienna ed erano concorrenti. [...] Questa cantata è un pezzo breve di Mozart, non un capolavoro, ma almeno è qualcosa che getta davvero nuova luce sulla sua vita quotidiana di operista a Vienna."
Timo Jouko Herrmann ha affermato a proposito della sua scoperta: "La prima parte è di Salieri ed è scritta in stile arcadico. La seconda è stata composta da Mozart e possiede un ritmo più marziale: l'inizio ricorda la sua opera del 1782, Il ratto dal serraglio. La terza parte è di Cornetti: anche questa è in stile più pastorale, molto più simile a quella di Salieri." Inoltre, Herrmann concorda sul fatto che il pezzo "denota un'intesa assai buona tra i due compositori."

## La prima esecuzione assoluta
Non è chiaro se "Per la ricuperata salute di Ofelia" sia stata mai eseguita in pubblico prima del 16 febbraio 2016, quando il clavicembalista Lukáš Vendl ha eseguito la cantata senza un soprano, davanti a un pubblico di decine di spettatori in un'ampia sala della chiesa barocca sconsacrata (in precedenza la Chiesa di Santa Maria Maddalena) che ora ospita il Museo ceco di musica. La prima esecuzione moderna con soprano è avvenuta invece il 3 marzo 2016 a Vienna, presso il Klavier-Atelier di Gert Hecher, con Vinicius Kattah al fortepiano, Ute Groh al violoncello barocco e il soprano Kate Rafferty. Nello stesso giorno, la Internationale Stiftung Mozarteum ha presentato a Salisburgo, presso la casa di Mozart, una prima edizione moderna di quest'opera interpretata da Claire Elizabeth Craig (soprano) e Florian Birsak (fortepiano).

## Libretto
Quattro strofe (sulle 30 totali) sono state musicate (le prime due da Salieri, la terza e la quarta da Mozart e ancora le prime due da Cornetti). Le note contrassegnate dall'asterisco sono di Da Ponte
"Canzone a Fille"
(1) Lascia la greggia, o Fillide, la greggia a te sì cara;
lascia le fonti, e i pascoli, e vieni meco a l'ara,
Ivi adunati i cori Troverai de le Ninfe, e dei Pastori.
(2) Ivi a la facil' Iside *), per man de' Sacerdoti,
vedrai tra gl'Inni e i cantici doni offerire, e voti,
perfin l'avaro Elpino porta un serto di fior del suo giardino.
*) Inventrice della Medicina
(3) Quell'agnelletto candido ch'ora ti scherza avanti
tu prendi teco, ed ornalo di rose, e di amaranti,
Non vuò, Fillide mia, Che fra tanti il tuo don l'ultimo sia.
(4) Oggi la vaga Ofelia, Onor di queste selve,
Quella cui vide Arcadia Empier d'amor le belve,
Oggi fia che ritenti Nel bel Tempio di Pan gli usati accenti.
(5) Già quattro Lune volsero Dopo l'infausta Notte*,
Che sorte a noi contraria Da le tenarie grotte
Trasse quel tosco atroce, Che il varco chiude a la più dolce voce.
*) Accennasi l'infausta sera in cui è mancata la voce a la gentil Cantatrice
(6) Era il gentil spettacolo Incominciato appena,
Quando tra i plausi, e il giubilo La musica Sirena
Vezzosa altrui s'offerse, E la nettarea bocca al canto aperse.
(7) Già di dolcezza l'aere Empion le prime note,
Già caldo il sen risentesi, Già palpita, e si scuote,
E scopre i vari affetti L'anima che presente i suoi diletti.
(8) Di vecchio altero, e burbero Nuora innocente e saggia,
Soffrir non fa la rigida Legge che i dritti oltraggia,
E come può contende Col Cinico feroce, e si difende.
(9) Ferve il contrasto, e fervono I moti insiem del core,
L'ira, il dolor, la collera Brillan per gli occhi fuore
Che il dotto Mastro*) ha spesso Or quello, or questo, or l'uno, e l'altro espresso.

* Il Signor Stefano Storace giovine di genio, e valore estraordinario, compositore di quella musica, e fratello della Virtuosa medesima.
(10) Il serpeggiante fremito Che a l'armonia si mesce,
Gli applausi, ed il dibattito Che ognor rinforza, e cresce
L'ancor ansante Attrice Richiama in scena, e contrastar non lice.
(11) Ma non sì ratto il fulmine Esce di man di Giove,
Non così d'arco rapido Pennuto dardo move,
Come il fatal veleno Seccò sue fauci, e le piombò sul seno.
(12) Qual se improvvisa nuvola L'argentea Luna asconde
D'un negro ammanto copresi Il Ciel, la terra, e l'onde,
Tale in quel duro istante Il muto spettator cangia sembante.
(13) Tenta ma indarno i soliti Sentier canori il labro.
Rende la roca, e gracile Voce un suono aspro e scabro;
E come egro che sogna Esprimer non può mai quello che agogna.
(14) Tu del commosso popolo Non obbliasti il duolo,
Che del verace merito È testimonio solo;
Tu sai che afflitte, e meste Tornar le Pastorelle a le foreste.
(15) Dopo quel dì le Grazie Lasciaro i colli, e i piani,
Lasciaro i giochi e l'Orgie *) I Fauni, ed i Silvani,
E le pietose Ninfe I monti abbandonar, gli antri, e le linfe.
 *) Feste di Bacco.
(16) La gemebonda Tortora *) Neglesse i bei Mirteti,
I Capineri, e i Passeri Parver cantar men lieti,
E i Cigni, e gli Usignuoli Sciolser lungo l'Alfeo**) più tardi i voli.

*) La eccellente compagnia italiana, sentì moltissimo la mancanza di quella Virtuosa.
**) Fiume di Arcadia.
(17) Dietro l'adunco vomere Andaro egri i bifolchi,
Né ristorati sparsero Sudor per glebe e folchi,
I tori stessi, e l'agne Parver languir per l'arcadi campagne.
(18) Solo i maligni Satiri Lieti per monti, e valli
Di strigi al fischio, e d'upupe Menar carole, e balli;
E per caverne, e rupi Dal contento ulular gl'invidi Lupi.
(19) Ma non è sempre barbara Con noi la sorte, o Fille,
Ad ore fosche, e torbide Alterna ore tranquille,
E le beate gioje Reca su l'ali ancor dopo le noje.
(20) Già di salute il vivido Raggio a la Bella apparve,
Già l'importuno, e torpido Umor disciolto sparve,
E a l'armonica gola L'usitata virtù dal Ciel rivola.
(21) Ah, fra l'ardente, ed avida Calca che cresce ognora
Passa, mia cara, affrettati, Già de la sesta è l'ora;
Già de l'Orchestra varia I sonori preludj empiono l'aria.
(22) Tacete ormai da' Platani, Malefiche cornacchie,
E voi, cicale garrule, Tra i cespi, e tra le macchie
Ite a celarvi intanto, Non si turbi da voi sì dolce canto.
(23) Udite il suon cui perdere Non feo di sua dolcezza
Quella che il volgo instabile Brama cotanto, e apprezza
Rea Novità, che incerto Non rende mai, per quanto invecchi, il merto.
(24) Qui non di van capriccio Soverchia melodia,
Che a lungo opprime, e tedia Quanto piaceva in pria,
non falsa arte che pinge L'Orca nei boschi, e in mar le querce finge.
(25) D'idee sublimi, e nobili Il bello in lei si forma,
Grande, ma ognor con grazia, Ricca, ma ognor con norma,
Né per variarsi è mai Flebil nel riso, ed ilare ne' lai.
(26) Ai sensi, ed al carattere Conforma e gesto, e ciglia,
E con la voce l'abito Di quell'affetto piglia,
Che in lei dipinse il Vate, D'odio, d'amor, di sdegno, o di pietate.
(27) Se gaja al miser Ospite *) Reca tazza chinese
Veste le note, e le anima Con l'azion cortese,
E par che il canto rida, Se il mal' umor a discacciar l'affida.

*) Accennasi l'opera del Teodoro.
(28) Fille, cos'hai [, tu palpiti] Tu di [color ti] cangi,
Tu smani alla sua smania, al pianto suo tu piangi?
Respira omai respira, È finto quell'amor, finta quell'ira.
(29) Sul Genitor fanatico Finti i sospetti sono
Finte del Corso Principe Sono le nozze, e il trono;
Ma tutto vero or credi, Perché tutto in natura e senti, e vedi.
(30) Ah tu che avvezza a fingere Fin da prim'anni sei,
Guardala, Fille, guardala; Imparerai da lei
L'arte che tanto studi, Ed almen non saprò se mi deludi.
Anglia te genuit: Thusci rapuere: tenent
nunc
Germani; celebrant templa, theatra,
domus.
Un Pastor d'Arcadia.